# 太櫓郡
- 令制国一覧 > 北海道 (令制) > 後志国 > 太櫓郡
- 日本 > 北海道 > 檜山支庁 > 太櫓郡

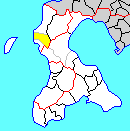
北海道太櫓郡の位置（黄：明治期）

太櫓郡（ふとろぐん）は、北海道（後志国）檜山支庁にあった郡。

## 郡域
1879年（明治12年）に行政区画として発足した当時の郡域は、久遠郡せたな町の一部（北檜山区のうち北檜山区共和・北檜山区栄以南）にあたる。

## 歴史

### 郡発足までの沿革
江戸時代、太櫓郡域は和人地となる。松前藩によってフトロ場所が開かれていた。
陸上交通は、渡島国から天塩国増毛郡への途上であったが、南の久遠郡へは太田山が難所となって陸路が途絶えており、安政年間に江差の商人鈴鹿甚右衛門と津軽の商人松前屋庄兵衛らが私費を投じセキナイから太田山を経てラルイシまでの12里（47.1km）の太田山道（国道229号の前身）を開削し通年の陸路での移動を可能とした。
江戸時代後期の文化4年太櫓郡域は天領とされたものの、文政4年には一旦松前藩の元に戻された。また、郡内の言代主神社は文政10年よりも前の創建である。安政2年再び天領となり津軽藩が警固をおこなった。戊辰戦争（箱館戦争）終結直後の1869年、大宝律令の国郡里制を踏襲し太櫓郡が置かれた。

### 郡発足以降の沿革
- 明治2年

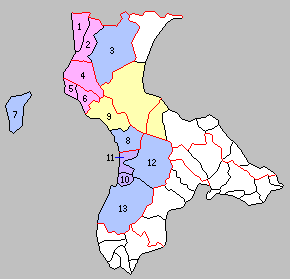
北海道一・二級町村制施行時の太櫓郡の町村（4.太櫓村 桃：久遠郡せたな町）

  - 8月15日（1869年9月20日） - 北海道で国郡里制が施行され、後志国および太櫓郡が設置される。開拓使が管轄。
  - 9月14日（1869年10月18日） - 兵部省の管轄となる（北海道の分領支配）。
- 明治3年1月5日（1870年2月5日） - 斗南藩の領地となる（同上）。
- 明治4年8月20日（1871年10月4日） - 廃藩置県により再び全域が開拓使の管轄となる。
- 明治5年
  - 4月9日（1872年5月15日） - 全国一律に戸長・副戸長を設置（大区小区制）。
  - 10月10日（1872年11月10日） - 4月に設置された区を大区と改称し、その下に旧来の町村をいくつかまとめて小区を設置（大区小区制）。
- 明治9年（1876年）9月 - 従来開拓使において随意定めた大小区画を廃し、新たに全道を30の大区に分ち、大区の下に166の小区を設けた。

- 第8大区
  - 2小区 ： 太櫓村、古櫓多村、良瑠石村、鵜泊村

- 明治12年（1879年）7月23日 - 郡区町村編制法の北海道での施行により、行政区画としての太櫓郡が発足。
- 明治13年（1880年）1月 - 久遠郡外三郡役所（久遠奥尻太櫓瀬棚郡役所）の管轄となる。
- 明治15年（1882年）2月8日 - 廃使置県により函館県の管轄となる。
- 明治19年（1886年）
  - 1月26日 - 廃県置庁により北海道庁函館支庁の管轄となる。
  - 12月 - 函館支庁が廃止。
- 明治24年（1891年）3月 - 檜山郡外五郡役所（檜山爾志久遠奥尻太櫓瀬棚郡役所）の管轄となる。
- 明治30年（1897年）11月5日 - 郡役所が廃止され、檜山支庁の管轄となる。
- 明治39年(1906年)4月1日 - 北海道二級町村制の施行により、太櫓村、古櫓多村、良瑠石村、鵜泊村の区域をもって太櫓村（二級村）が成立。
- 昭和18年（1943年）6月1日 - 北海道一・二級町村制が廃止され、北海道で町村制を施行。二級町村は指定町村となる。
- 昭和21年（1946年）10月5日 - 指定町村を廃止。
- 昭和22年（1947年）5月3日 - 地方自治法の施行により北海道檜山支庁の管轄となる。
- 昭和30年(1955年)4月1日 - 太櫓村が瀬棚郡東瀬棚町と合併して瀬棚郡北檜山町が発足。同日太櫓郡消滅。